# Nazareth (La Guajira)
Nazareth (en wayuunaiki: Nasaree) es un centro poblado ubicado en el extremo norte de Colombia, perteneciente al municipio de Uribia, en el departamento colombiano de La Guajira. Se aleja a 11 km de la costa del mar Caribe, cerca a los puntos geográficos de Punta Espada y el Cabo Chichivacoa. Su población la constituye la mezcla entre indígenas wayúus y arijunas (comunidad no indígena). Es llaman "el oasis guajiro", al ser la puerta de entrada a la serranía de Macuira y el parque nacional natural adyacente que difiere del paisaje semidesierto de la Alta Guajira.

## Vía de comunicación
Para llegar a Nazareth se debe viajar vía terrestre desde Riohacha. Un trayecto de 11 horas por carretera destapada y caminos de trocha. Saliendo desde la cabecera municipal de Uribia se demora 5 horas hasta llegar al corregimiento.
Es recomendable alquilar un jeep, con conductor y guía de la región (en los desiertos se desaparecen las vías, por eso es importante ir con alguien que conozca). Las tarifas varían de acuerdo al número de personas que realicen el recorrido, es más económico si se va en grupo de cinco personas o más.

## Propuesta de elevación a municipalidad
Desde hace varios años existe una propuesta para la creación de un nuevo municipio colombiano en el departamento de La Guajira entre los habitantes de los centros poblados de Puerto Estrella, Santa Ana, Santa Fe de Siapana, Villa Fatima, Warpana, Warrutamana, Yorijarú y como cabecera municipal a Nazareth, desprendiéndose del municipio de Uribia.

## Geografía

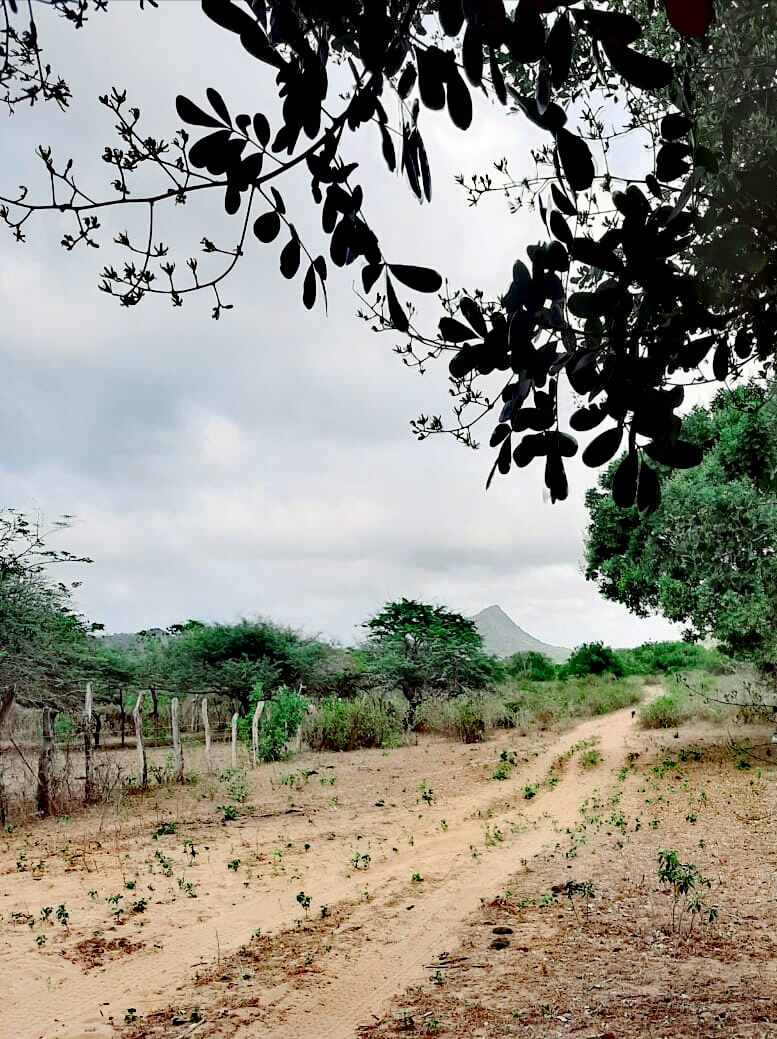
Paisaje típico de Nazareth (Alta Guajira)

La gran potencialidad de Nazaret es el ecoturismo y el turismo étnico.
Nazareth se encuentra localizado en la Serranía de la Macuira, región que encierra un ecosistema único conformado por cadenas montañosas cuyos puntos más altos llegan a los 800 metros sobre el nivel del mar. Su vegetación es de tipo Bosque Enano de Niebla, el cual captura la humedad de los vientos que llegan del océano Atlántico o del Golfo de Maracaibo.

## Reseña histórica
Nazareth antiguamente fue llamado por los wayuu como "Amúruru". 

## Infraestructura
El centro poblado cuenta con una E.S.E Hospital, un hostal, una estación de radio (Ecos de la Macuira 90.2 FM) que llega hasta las comunidades de Puerto López, Taroa, Siapana, Puerto Estrella, Bahía Hondita, Castilletes y Punta Espada. Además, del Institución Etnoeducativa Rural Internado de Nazareth, refugio construido por los sacerdotes capuchinos en la década de los cuarenta y con gran importancia educativa para la región.